# Babice (ort i Tjeckien, Mellersta Böhmen)
Babice är en ort i Tjeckien.   Den ligger i regionen Mellersta Böhmen, i den centrala delen av landet, 23 km öster om huvudstaden Prag. Babice ligger 389 meter över havet och antalet invånare är 299.
Terrängen runt Babice är lite kuperad, och sluttar norrut. Runt Babice är det ganska tätbefolkat, med 58 invånare per kvadratkilometer. Närmaste större samhälle är Černý Most, 14,5 km nordväst om Babice. I omgivningarna runt Babice växer i huvudsak blandskog.